# Torneo de San Petersburgo 2020
El St. Petersburg Open 2020 fue un torneo de tenis perteneciente al ATP Tour 2020 en la categoría ATP World Tour 500. El torneo tuvo lugar en la ciudad de San Petersburgo (Rusia) desde el 12 hasta el 18 de octubre de 2020 sobre canchas duras.

## Distribución de puntos
| Modalidad            | Campeón | Finalista | Semifinales | Cuartos de final | 2.ª ronda | 1.ª ronda | Clasificados | 2.ª ronda de clasificación | 1.ª ronda de clasificación |
| Individual masculino | 500     | 330       | 200         | 100              | 50        | 0         | 25           | 13                         | 0                          |
| Dobles masculino     | 500     | 300       | 180         | 90               | –         | –         | 45           | 25                         | 0                          |

## Cabezas de serie

### Individuales masculino
| Tenista          | Ranking | Preclasificado |
| Daniil Medvédev  | 5       | 1              |
| Denis Shapovalov | 11      | 2              |
| Andréi Rubliov   | 12      | 3              |
| Karen Jachanov   | 16      | 4              |
| Stan Wawrinka    | 17      | 5              |
| Milos Raonic     | 21      | 6              |
| Borna Ćorić      | 27      | 7              |
| Taylor Fritz     | 30      | 8              |

- Ranking del 5 de octubre de 2020.[2]

### Dobles masculino
| Tenista                              | Ranking | Preclasificados |
| Jamie Murray Neal Skupski            | 55      | 1               |
| Jürgen Melzer Édouard Roger-Vasselin | 57      | 2               |
| Sander Gillé Joran Vliegen           | 77      | 3               |
| Max Purcell Luke Saville             | 78      | 4               |

## Campeones

### Individual masculino
Andréi Rubliov venció a  Borna Ćorić por 7-6(7-5), 6-4 

### Dobles masculino
Jürgen Melzer /  Édouard Roger-Vasselin vencieron a  Marcelo Demoliner /  Matwé Middelkoop por 6-2, 7-6(7-4)